# Almiserà
Almiserà (em valenciano e oficialmente) ou Almiserat (em castelhano) é um município da Espanha na província de Valência, Comunidade Valenciana. Tem 7,4 km² de área e em 2021 tinha 264 habitantes (densidade: 35,7 hab./km²).

## Demografia
| Variação demográfica do município entre 1991 e 2004 | Variação demográfica do município entre 1991 e 2004 | Variação demográfica do município entre 1991 e 2004 | Variação demográfica do município entre 1991 e 2004 |
| --------------------------------------------------- | --------------------------------------------------- | --------------------------------------------------- | --------------------------------------------------- |
| 1991                                                | 1996                                                | 2001                                                | 2004                                                |
| 197                                                 | 255                                                 | 247                                                 | 262                                                 |